# Pomeranshøgeurt
Pomeranshøgeurt (Hieracium aurantiacum), ofte skrevet pomerans-høgeurt, er en staude med en rosetdannende vækstform. Alle dele af planten indeholder en mælkehvid saft.

## Beskrivelse
Bladene er langstilkede og elliptiske til spatelformede, og de er ruhårede med hel rand. Oversiden er græsgrøn, mens undersiden er noget lysere. Den blomsterbærende stængel er ruhåret og rund i tværsnit. Den bærer oftest kun ét eller to små blade. Blomstringen sker i juni-juli med en efterblomstring ind i september. Blomsterne er samlet i endestillede stande med 2-6 kurve, der hver især består af ensartede blomster med tungeformede, røde til orangerøde kronblade. Frugterne er nødder med fnok.
Rodnettet består af krybende jordstængler med trævlede rødder. Planten danner desuden overjordiske udløbere, som slår rod og danner nye bladrosetter. 
Højde x bredde og årlig tilvækst: 0,50 x 0,25 m (50 x 25 cm/år), heri ikke medregnet bladrosetter, dannet fra jordstænglen eller som udløbere.

## Hjemsted
Pomeranshøgeurt er udbredt over det meste af Europa, hvor den dog undgår de sydligste og de allernordligste dele. Den findes spredt i Danmark, og den er naturaliseret i Nordamerika, Australien og New Zealand. Alle steder foretrækker den voksesteder, der er tørre eller let fugtige med veldrænet, gruset og let sur jord, der har et lavt indhold af plantenæringsstoffer. Arten er helt afhængig af et være fri for skygge fra konkurrerende planter. 
I den fredede og Ramsar-beskyttede Verup Mose i Odsherred Statsskovdistrikt findes arten sammen med bl.a. bølget bunke, grå star, gåsepotentil, håret frytle, håret star, krybhvene, rødknæ, skovjordbær, smalbladet høgeurt og vild kørvel
| Portal | Portal:Botanik |

## Note
1. ↑  Skov- og Naturstyrelsen: Botanisk kortlægning af Åmosen